# Wendelin Foerster
Wendelin Foerster (Vlčice, Bohèmia, 10 de febrer de 1844 - Bonn, 18 de maig de 1915) fou un romanista austríac.

## Vida
Foerster va estudiar Filologia Clàssica a la Universitat de Viena, feu les proves per a professor (1868) i fou professor d'escola secundària. El 1872 defensà la tesi doctoral, sota la direcció de Johannes Vahlen amb el títol De Rufi Festi eiusque codicibus. Després de passar un any de viatge d'estudis a França presentà la tesi d'habilitació en Filologia Romànica el 1873 (una edició de l'Isopet de Lió). Fou professor a la Universitat de Praga des de 1874 i, dos anys més tard, 1876, a la Universitat de Bonn com a successor de Friedrich Christian Diez. Entre les seves obres destaca una primerenca edició completa de les obres de Chrétien de Troyes, de les quals publicà també un glossari. També una edició de les Glosses de Reichenau de 1907. Promogué l'edició d'obres de la literatura francesa medieval amb les col·leccions Altfranzösische Bibliothek (10 vol., 1879-87) i Romanische Bibliothek (24 vol., 1888-1926). També publicà un Altfranzösisches Übungsbuch (antologia de textos de l'antic francès), amb Eduard Koschwitz (6ena edició 1921).
Entre els seus estudiants es pot assenyalar que Luigi Pirandello estudià amb ell, de 1889 a 1891, quan obtingué el títol de doctor. També fou deixeble seu Emanuel Walberg.
Fou membre de l'Acadèmia Austríaca de Ciències i des de 1884 membre estranger de l'Acadèmia de Ciències de Baviera. El 1901 fou nomenat membre corresponent de l'Acadèmia de Ciències de Göttingen.